# Cementerio europeo Ben M'Sik
El Cementerio europeo Ben M'Sik es un cementerio en la localidad de Casablanca, en el país africano de Marruecos es descito como un gran cementerio civil a unos 6 kilómetros del centro de esa ciudad.
El Cementerio europeo Ben M'Sik contiene 38 sepulturas de la Commonwealth producto de la Segunda Guerra Mundial. La espacio también contiene dos tumbas de guerra de otras nacionalidades y siete entierros que no son de guerra. Entre estos últimos está la tumba del Mariscal de Campo Sir Claude Auchinleck que tenía una diversidad de comandos durante la Segunda Guerra Mundial. Murió en 1981 a la edad de 96 años, y fue enterrado junto al joven Raymond Steed, quien a los 14 años de edad fue la más joven víctima conocida de la Commonwealth en la Segunda Guerra Mundial.